# برهم‌کنش

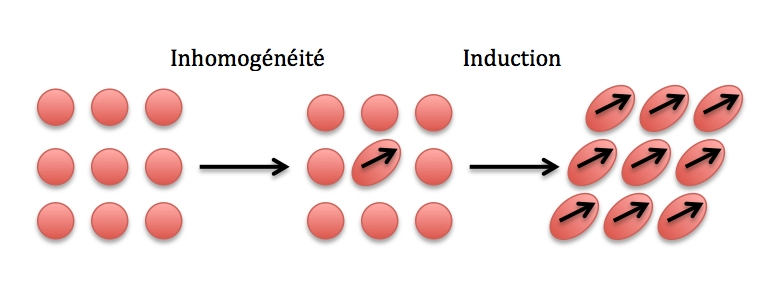
تصویر مفهومی برهم کنش ۲ جریان

بَرْهَمْکُنِشْ یا دَرْهَمْکُنِشْ یا اَنْدَرْکُنِشْ یا تعامل یا تداخل (به انگلیسی: Interaction) عملی‌ست که میان دو یا چند موجودیت، پدیده، یا فرایند – که اثر متقابل برهم دارند – رخ می‌دهد.
هنگامی که دو یا چند چیز، به کنش و واکنش با هم می‌پردازند، گویند که آنها با یکدیگر اندرکنش دارند. اندرکنش در اجسام می‌تواند حالت آن‌ها را تغییر داده یا بر طرز انجام تحول اجسام تأثیر بگذارد. همچنین در پدیده‌ها اندرکنش موجب به‌وجود آمدن پارامترهای اضافی می‌شود که باید در محاسبه‌ها منظور شوند. یکی از زمینه‌های مهم برهم کنش‌ها تداخلات دارویی هستند که باید جدی گرفته شوند.

## مثال‌ها
- برهم‌کنش مواد محلول در یک حلال (تأثیر متقابل بر میزان حلالیت یکدیگر)
- برهم‌کنش کولنی ذرات باردار
- قانون سوم نیوتن در مورد نیروها
- تعامل انسان و ماشین (تعامل کاربر با واسط کاربر)
- تداخلات دارویی و شیمیایی (فارماکوکینتیک)